# Utopia (singel Within Temptation)
Utopia – pierwszy singel holenderskiego zespołu Within Temptation z albumu koncertowego An Acoustic Night at the Theatre. W piosence wystąpił gościnnie brytyjski piosenkarz Chris Jones.

## Lista utworów
- 2-ścieżkowy singiel

1. Utopia
2. Restless (Live at Beursgebouw Eindhoven 23-11-2007)

## Opinie
Alistair Lawrence z BBC Music określił piosenkę: „więcej niż zwyczajnie zbudowana akustyczna ballada, ale zapewnia ich fanom powrót do domu po wysłuchaniu czegoś nowego”.

## Teledysk do piosenki
Teledysk ukazał się na oficjalnej stronie zespołu Within Temptation 28 września 2009. Jego reżyserem był Oscar Verpoort.